# Arthur Wilson
Arthur James Wilson (Newcastle upon Tyne, Tyne i Wear, 29 de desembre de 1886 - França, 1 de juliol de 1917) va ser un jugador de rugbi britànic que va competir a primers del segle xx. El 1908 va guanyar la medalla de plata en la competició de rugbi dels Jocs Olímpics de Londres.
Morí en combat durant la Primera Guerra Mundial.